# カタールガス
カタールガス（Qatargas）は、カタールのドーハに本社を置く世界最大の液化天然ガス（LNG）供給会社。カタールエナジーの子会社。

## 概要
1984年に設立。2010年時点では年間7700万トンの生産能力を誇る世界最大規模の天然ガス会社。カタールのみならず、世界各国にLNGを輸出する会社としても知られている。2018年1月1日、それまでのライバル会社であったラスガスと合併。日本では名古屋に連絡事務所を設置。中部電力との関係を結んでいる。